# Légendes d'Alagaësia
Légendes d'Alagaësia (titre original : Tales from Alagaësia) est un cycle de fantasy écrit par Christopher Paolini, qui fait suite à sa première œuvre, la tétralogie L'Héritage qui a eu un grand succès.
Son premier tome, La Fourchette, la Sorcière et le Dragon, est un recueil de nouvelles paru en 2018 puis traduit en français et publié en 2019.

## Tomes
1. La Fourchette, la Sorcière et le Dragon, Bayard Jeunesse, 2019 ((en) The Fork, the Witch, and the Worm, Random House, 2018), trad. Marie-Hélène Delval, 320 p.  (ISBN 979-1036312335)